# Осиновый листоед
Осиновый листоед (лат. Chrysomela tremula) — вид жуков-листоедов из подсемейства хризомелин. Распространён в Европе, Сибири, Казахстане, на Дальнем Востоке России и в Японии.

## Описание
Длина тела взрослых насекомых 7,5—10 мм. Данный вид имеет следующие характерные признаки:
- четвёртый членик лапок снизу с двумя апикальными (вершинными) зубчиками;
- латеральные (боковые) края переднеспинки обычно прямые или слегка извилистые.

Окраска черновато-зелёная или синяя. Красные надкрылья яйцевидные, кзади расширенные. усики к вершине постепенно утолщаются.
Личинки желтовато-белые с чёрными ногами и головой. На груди и брюшке чёрные пятнышки.
Куколки буровато-жёлтые с чёрными пятнами прикрепляются на листьях вниз головой.

## Экология
Встречаются в местностях, которых произрастают его кормовые растения — в лесах, на опушках лесов, в просеках (включая старые), местностях с разреженным деревьями, местностях уничтоженных пожарами, на берегах водоёмов (например рек, морей). Кормовыми растениями являются представители родов тополь, в частности осина, и ива.